# Gillian Jacobs

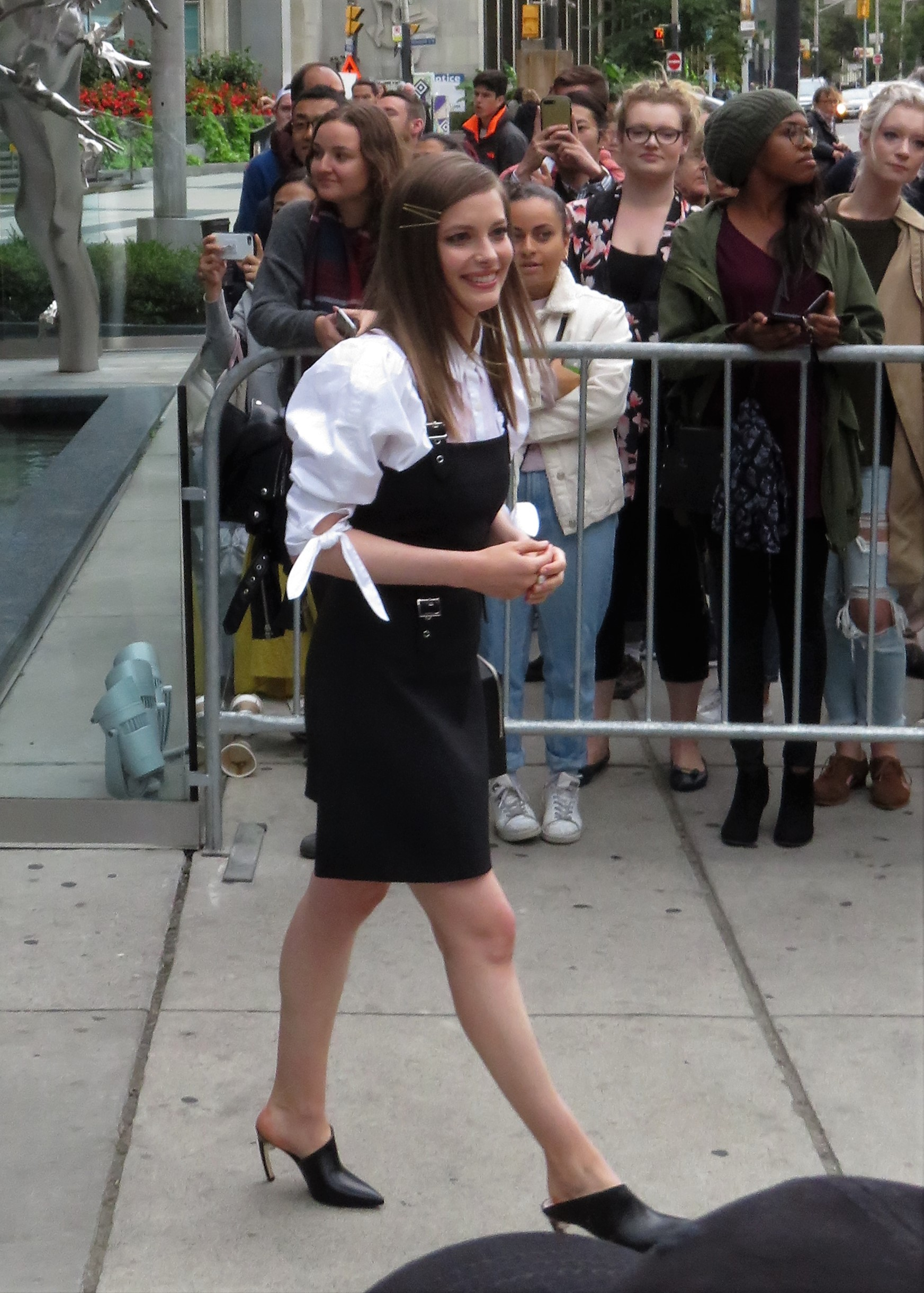
Gillian Jacobs (2018)

Gillian Jacobs (ur. 19 października 1982 w Pittsburghu) – amerykańska aktorka, która grała m.in. w serialu Community.

## Filmografia
| Rok  | Film                             | Rola                      | Uwagi              |
| ---- | -------------------------------- | ------------------------- | ------------------ |
| 2005 | Building Girl                    | Katie                     |                    |
| 2007 | Blackbird                        | Froggy                    |                    |
| 2008 | Udław się                        | Cherry Daiquiri / Beth    |                    |
| 2008 | Gardens of the Night             | Leslie                    |                    |
| 2009 | The Box. Pułapka                 | Dana                      |                    |
| 2009 | Człowiek sukcesu                 | Wysoka dziewczyna         |                    |
| 2010 | Helena from the Wedding          | Helena                    |                    |
| 2010 | Nonames                          | CJ                        |                    |
| 2010 | Trener                           | Zoe                       |                    |
| 2011 | Don Cheadle Is Captain Planet    |                           | Krótkometrażowy    |
| 2011 | Let Go                           | Darla                     |                    |
| 2012 | Made in Cleveland                | Martha                    |                    |
| 2012 | It's Not You It's Me             | Babe                      | Krótkometrażowy    |
| 2012 | Watching TV with the Red Chinese | Suzanne                   |                    |
| 2012 | Revenge for Jolly!               | Tina                      |                    |
| 2012 | Sin Bin                          | Lauren                    |                    |
| 2012 | Przyjaciel do końca świata       | Kelnerka / Katie          |                    |
| 2013 | Niewiarygodny Burt Wonderstone   | Miranda                   |                    |
| 2013 | Teddy Bears                      | Emily                     |                    |
| 2013 | Milo                             | Sarah                     |                    |
| 2013 | The Lookalike                    | Lacey                     |                    |
| 2014 | Dzień z życia blondynki          | Rose                      |                    |
| 2014 | Black or White                   | Fay                       |                    |
| 2015 | Jutro będzie futro 2             | Jill                      |                    |
| 2015 | Za nic w świecie                 | Penny                     |                    |
| 2015 | Mroczne wizje                    | Sadie                     |                    |
| 2016 | Don't Think Twice                | Samantha                  |                    |
| 2016 | Dean                             | Nicky                     |                    |
| 2016 | Brother Nature                   | Gwen Turley               |                    |
| 2017 | Cytryna                          | Tracy                     |                    |
| 2018 | Dusza towarzystwa                | Helen                     |                    |
| 2018 | Ibiza                            | Harper                    |                    |
| 2020 | Moja szkoła                      | Kate                      |                    |
| 2020 | Magiczne wakacje                 | Christina Darkwood        |                    |
| 2020 | Come Play                        | Sarah                     |                    |
| 2021 | North Hollywood                  | Abigaile                  |                    |
| 2021 | Mark, Mary & Some Other People   | dr Jacobs                 |                    |
| 2021 | Ulica Strachu                    | C. Berman / dorosła Ziggy | trylogia Netfliksa |

### Seriale
| Rok       | Tytuł                       | Rola             | Uwagi             |
| --------- | --------------------------- | ---------------- | ----------------- |
| 2006      | The Book of Daniel          | Adele Congreve   | 3 odc.            |
| 2009–2015 | Community                   | Britta Perry     | 110 odc.          |
| 2013–2014 | Potwory kontra Obcy         | Sta'abi (głos)   | 12 odc.           |
| 2015      | Dziewczyny                  | Mimi-Rose Howard | 5 odc.            |
| 2015      | Kroniki rodziny królewskiej | Rosalind         | 4 odc.            |
| 2016–2018 | Love                        | Mickey Dobbs     | gł. rola; 34 odc. |
| 2017      | Zwyczajny serial            | Blu-ray (głos)   | 3 odc.            |
| 2021      | Ten Year Old Tom            | Dakota           | 10 odc.           |
| 2021      | Aquaman: King of Atlantis   | Mera (głos)      | 3 odc.            |
| 2021      | Niezwyciężony               | Atom Eve (głos)  | 7 odc.            |

Jacobs ma na koncie także dziesiątki ról gościnnych, m.in. serialach Angie Tribeca, Żona idealna i Fringe: Na granicy światów.